# Journal of Mathematical Physics
Il Journal of Mathematical Physics è una rivista pubblicata mensilmente dall'American Institute of Physics dedicata alla fisica matematica. La rivista dal 1960 venne pubblicata come rivista bimestrale; divenne una pubblicazione mensile nel 1963. L'attuale redattore è Bruno L. Z. Nachtergaele della University of California, Davis. Il suo impatto nel 2017 è del 1.165.